# Џон Пајус Боланд
Џон Пајус Боланд (енгл. John Pius Boland; Даблин, 16. септембар 1870 — Вестминстер, 17. март 1958) је био ирски правник, политичар, тенисер и освајач две златне медаље на 1. олимпијским играма у Атини 1896.
Боланд је студирао у Даблину, Бирмингему и Оксфорду. Читајући о одржавању олимпијских игара у Атини одлучио је да у то време посети свог пријатеља Травасиоса Мананоса, секретара Организационог комитета олимпијских игара 1896, који га је наговорио да учествује на тениским такмичењима. Ту је на тениском терену упознао и Немца Фридриха Трауна и договорио се да заједно играју, па се пријавио и за игру у паровима. У обе конкуренције је освојио прва места.
Касније по завршетку студија 1898. прелази у Лондон, где је као представник Ирске парламентарне партије био посланик од 1900. до 1918. 